# Lupinus varicaulis
Lupinus varicaulis är en ärtväxtart som beskrevs av Charles Piper Smith. Lupinus varicaulis ingår i släktet lupiner, och familjen ärtväxter. Inga underarter finns listade i Catalogue of Life.